# 佐洛奇夫卡 (科佐瓦區)
49°33′57″N 25°12′7″E / 49.56583°N 25.20194°E
佐洛奇夫卡（烏克蘭語：Золочівка），是烏克蘭的村落，位於該國西部捷爾諾波爾州，由捷尔诺波尔区負責管轄，始建於1514年，面積0.29平方公里，2001年人口326，人口密度每平方公里1,124.1人。